# Verdigris (Oklahoma)
Verdigris è un comune degli Stati Uniti d'America, situato nello Stato dell'Oklahoma, nella Contea di Rogers.